# Air France Flight 296
Air France Flight 296 var en chartret flyvning af en ny Airbus A320-111 ,der var drevet af Air France. [1] Den 26. juni 1988 styrtede flyet, mens det lavede et lavt pass over Mulhouse-Habsheim Lufthavn (ICAO Lufthavnskode LFGB) som en del af Habsheim Air Show. Det meste af nedbrudssekvensen, der opstod foran flere tusinde tilskuere, blev fanget på video. Årsagen til ulykken har været kilden til stor konflikt.
Alle passagererne overlevede styrtet, men en kvinde og to børn døde af røgforgiftning, før de kunne flygte.
Dette var det første flystyrt med et A320-fly.